# Kanupark Markkleeberg

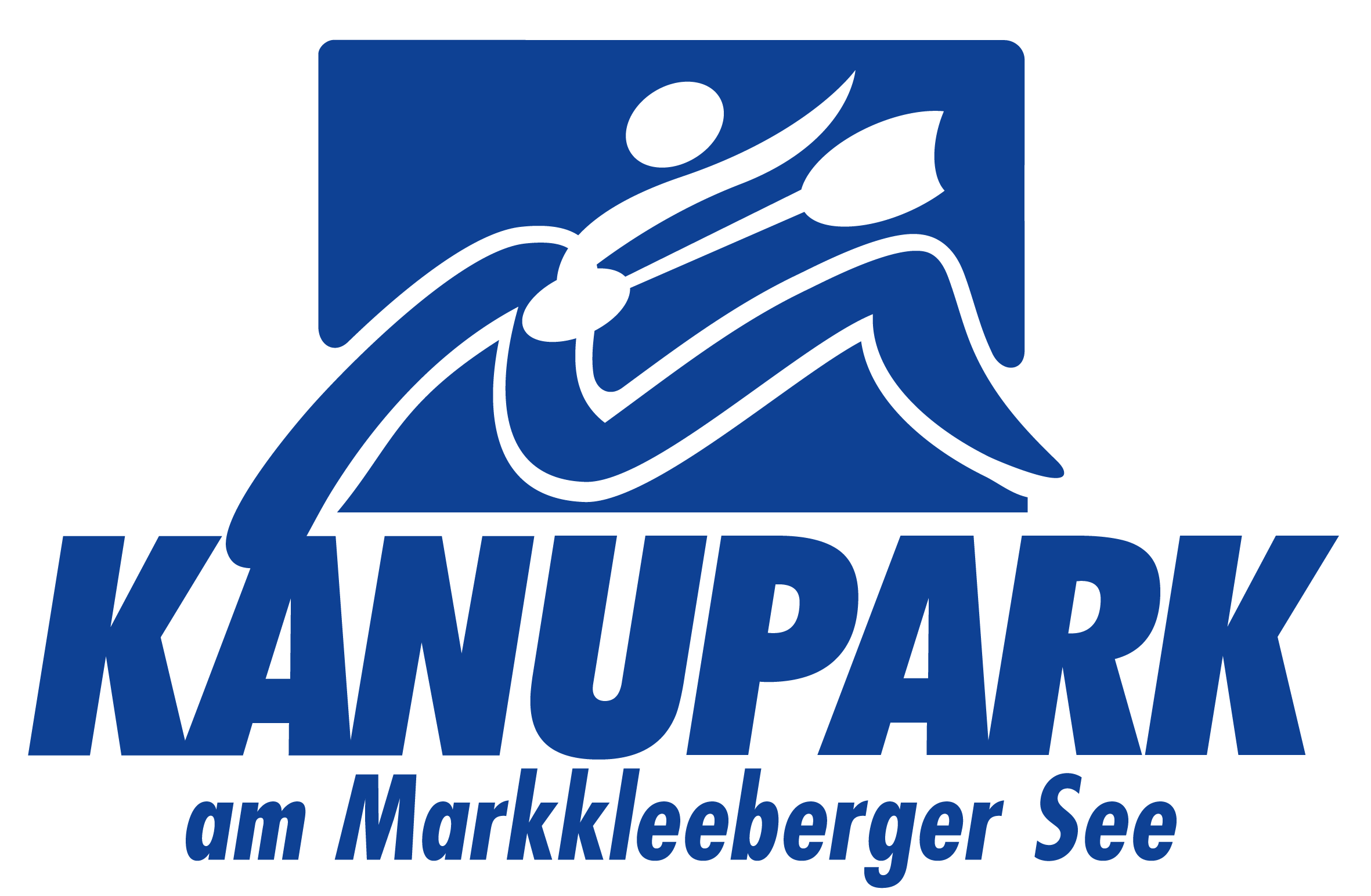
Logo

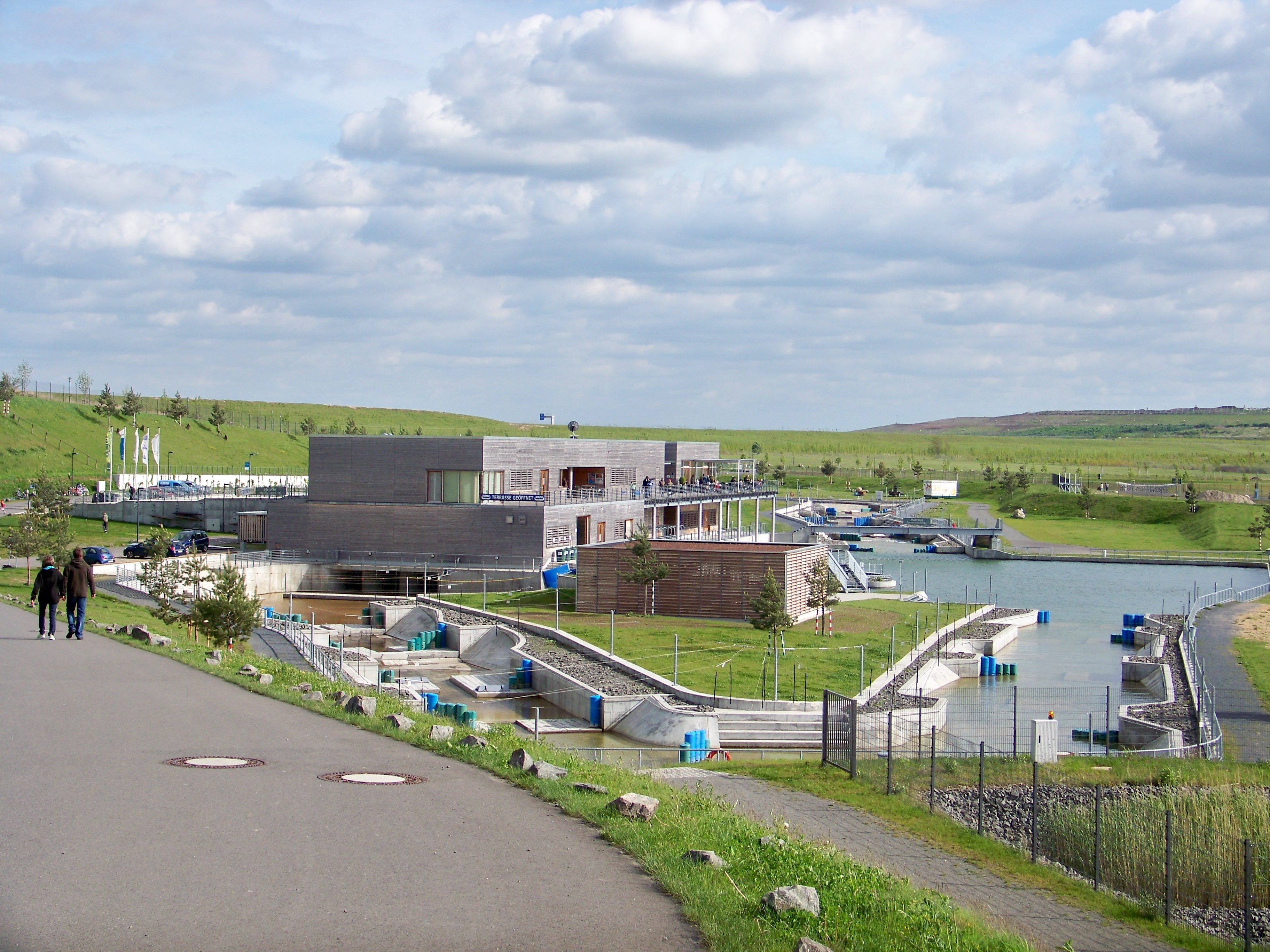
Der Kanupark

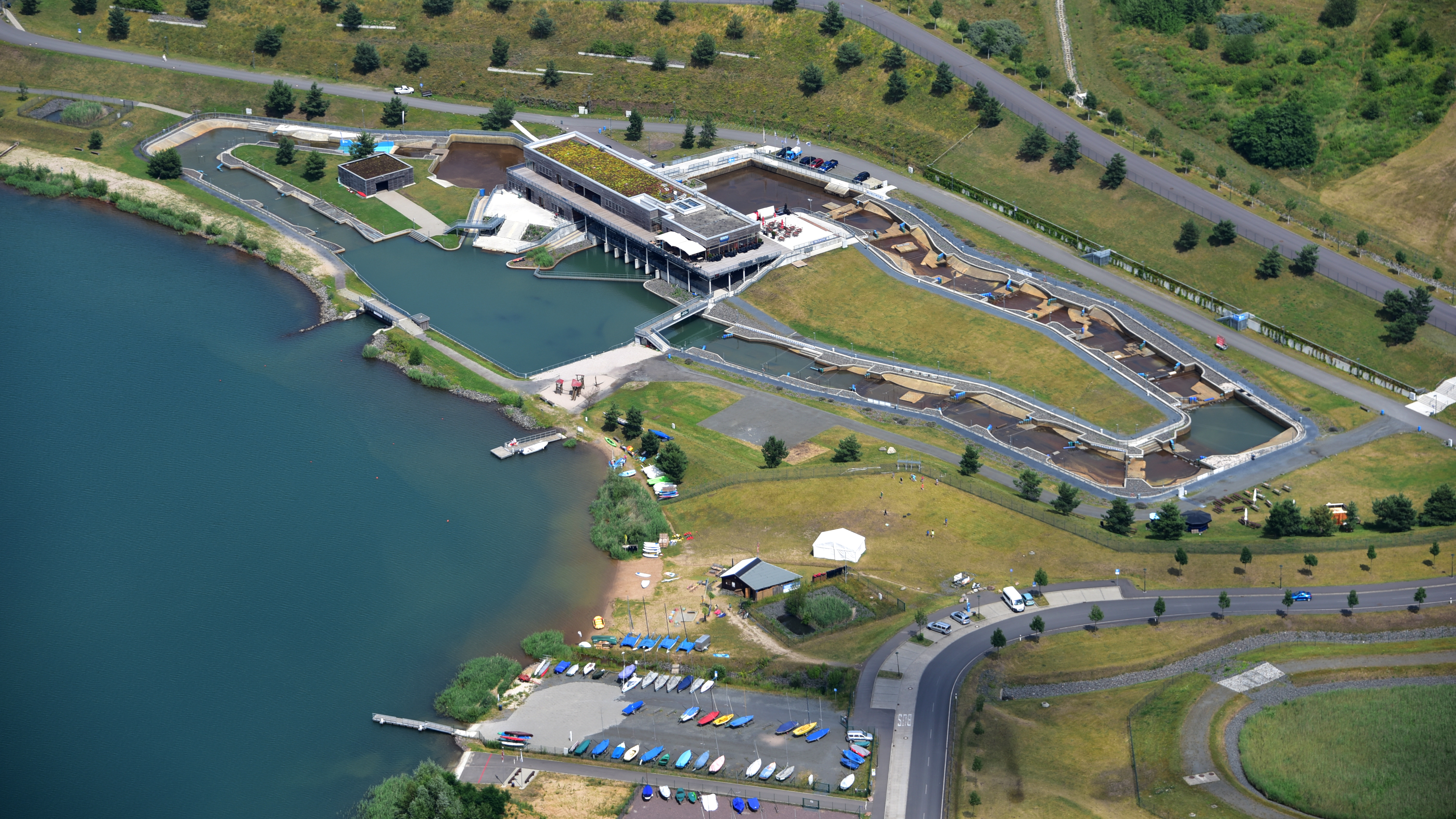
Kanupark Markkleeberg, Luftaufnahme (2017)

Der Kanupark Markkleeberg ist neben dem Augsburger Eiskanal die zweite weltcuptaugliche künstliche Wildwasseranlage in Deutschland.

## Lage
Die Anlage des Kanuparks Markkleeberg befindet sich als Teil des Leipziger Neuseenlands an der Südostküste des Markkleeberger Sees, einem gefluteten ehemaligen Braunkohletagebau im Süden der an Leipzig angrenzenden Stadt Markkleeberg/OT Auenhain.
Sie entspricht den Richtlinien für den Kanuslalomsport des Internationalen Kanuverbands. Die Anlage ist technisch vergleichbar mit den Olympiastrecken Penrith Whitewater Stadium in Sydney, Lee Valley White Water Centre in London und Olympic Whitewater Stadion in Rio de Janeiro. Im Gegensatz zur ersten deutschen Wildwasseranlage, dem für die Kanuslalom-Wettbewerbe bei den Olympischen Spielen 1972 erbauten Augsburger Eiskanal, wird das Wasser aus dem Markkleeberger See über Pumpen in die Wasserkanäle befördert.

## Bau
Geplant wurde die Wildwasseranlage als Teil der Leipziger Bewerbung zu den Olympischen Spielen 2012, die jedoch schließlich an London vergeben wurden. Die Stadt Markkleeberg beschloss den Bau der vom Düsseldorfer Architekturbüro RKW Rhode Kellermann Wawrowsky entworfenen Anlage im Jahr 2001. Im Jahre 2004 wurde der Beschluss gefasst, trotz Olympia-Absage weiterzubauen. Der erste Spatenstich für die im Zuge der Rekultivierung der ehemaligen Braunkohlelandschaft im Südraum Leipzigs entstandene Anlage erfolgte im April 2005, der Probebetrieb wurde ab September 2006 aufgenommen. Die Schlüsselübergabe an die Stadt Markkleeberg fand am 11. November 2006 statt, die Eröffnung erfolgte am 15. April 2007. Die Bundesregierung förderte den Bau mit rund 4,9 Millionen Euro. Betrieben wird der Kanupark durch die Stadt Markkleeberg.
Direkt nach ihrer Fertigstellung diente die Anlage als Trainingseinrichtung für die Olympischen Sommerspiele 2008 in Peking. Mit mobilen Hindernissen (ortsveränderliche Kunststoffpoller) konnte die Pekinger Wettkampfstrecke nachgestaltet werden.
Im Jahr 2017 wurde durch den Ausbau der Trainingsstrecke eine künstliche, stehende Welle erzeugt. Diese wird als Surfwelle genutzt.

## Technische Daten
Der Kanupark Markkleeberg besitzt zwei unabhängige Wildwasserstrecken mit U-förmigen Streckenführungen und einem gemeinsamen Zielbecken. Im Südteil befindet sich die 270 Meter lange und 8,40 Meter breite Wettkampfstrecke. Im Nordteil verläuft die 130 Meter lange und 5,70 Meter breite Trainingsstrecke. Die Höhenunterschiede zwischen Start- und Zielbecken betragen bei der Wettkampfstrecke 5,20 Meter (2,1 % Steigung) und bei der Trainingsstrecke 1,80 Meter (1,4 % Steigung). Jede der zwei Strecken besitzt ein eigenes Bootsförderband zwischen Ziel- und Startbecken.
Die Anlage wird vom Wasser des Markkleeberger Sees gespeist, mit dem sie in Verbindung steht. Sechs elektrische Umwälzpumpen mit einer Gesamtleistung von ca. 2060 Kilowatt und einer Gesamtvolumenförderleistung von ca. 28 m³ pro Sekunde fördern das Wasser in die Startbecken. Das Wasservolumen kann zwischen 4 m³/s und 19 m³/s (Wettkampfstrecke) bzw. 13 m³/s (Trainingsstrecke) variiert werden. Damit lassen sich – abhängig vom Einsatz der mobilen Hindernisse im Stecksystem – Schwierigkeitsgrade bis WW III (schwierig) oder WW IV (sehr schwierig) erzielen.

## Wildwassersport
Die Anlage ist eine Trainingsstätte für Slalom-Kanuten. Hier trainieren sowohl Nachwuchssportler als auch Leistungssportler wie die Weltmeisterin Andrea Herzog und der Weltmeister Franz Anton.
Auch als Wettkampfanlage dient der Kanupark Markkleeberg. Unter den ausgetragenen Sportwettbewerben sind neben zahlreichen nationalen Entscheidungen auch internationale Wettkämpfe zu nennen:
- Deutsche Meisterschaften 2007, 2013, 2014, 2016, 2018 und 2020

- Olympia-/WM-/EM-Qualifikation im Kanu-Slalom seit 2008

- ICF Kanu-Slalom Weltrangliste seit 2008

- Junioren- und U-23 Europameisterschaften im Kanu-Slalom 2010

- ICF Canoe Slalom World Cup Markkleeberg 2011, 2017 und 2019

- ICF Kanu-Slalom-Weltcup 2021

- Europameisterschaft 2015 im Kanu-Slalom

- EM-Qualifikation im Kanu-Slalom 2020

Neben Leistungssportlern steht die Anlage Freizeitsportlern für Wildwasser-Rafting, Wildwasser-Kajak, Hydrospeed und andere Sportarten offen. Jährlich wird ein Pappbootrennen veranstaltet. Außerdem findet seit 2013 jedes Jahr Anfang Mai das XXL Paddelfestival statt, bei dem sich Tausende von Freizeitkanuten auf beiden Strecken des Kanuparks und auf den angrenzenden Seen des Leipziger Neuseenlands tummeln.

## Surfspot Kanupark
Seit 2017 gibt es den „Surfspot Kanupark“. Eine stehende Welle ermöglicht Bodyboarden und Wellensurfen für Anfänger und Profis. Für die künstliche Welle wurde ein Hindernis in den Trainingskanal eingebaut, durch das sich je nach eingesetzter Wassermenge eine Surfwelle zwischen 50 und 120 cm aufbaut. Ohne Vorkenntnisse, aber unter Anleitung fachkundiger Guides, kann der Surfer zu Beginn das sichere Gefühl für das Stehen auf dem Surfbrett üben. Mit dem Surfspot wurde ein in der Region ungewohnte Sportform geschaffen. 

## Besonderheiten
Die Wildwasser-Angebote des Kanuparks können von sehbehinderten, blinden, gehörlosen, stummen oder körperlich eingeschränkten Freizeitsportlern genutzt werden. Barrierefrei ist der Kanupark für Zuschauer: Über eine Auffahrtrampe können Rollstuhlfahrer auf das Gelände der Wildwasser-Anlage gelangen. Der Kanupark wurde im Jahr 2016 für sein Engagement bei der alltäglichen Umsetzung des Inklusionsgedankens mit dem 2. Sächsischen Inklusionspreis in der Kategorie „Barrierefreiheit“ ausgezeichnet.